# Montereau-Fault-Yonne
Montereau-Fault-Yonne este o comună franceză, situată în departamentul Seine-et-Marne, în regiunea Île-de-France.

## Geografie
Situată la granița dintre Gâtinais la sud, Brie la nord și Bassée la est, orașul își trage numele din poziția sa geografică la confluența râurilor Yonne și Sena. Totuși, deoarece debitul râului Yonne este superior celui al Senei la confluență, din punct de vedere geografic, Sena este cel care se varsă în Yonne.

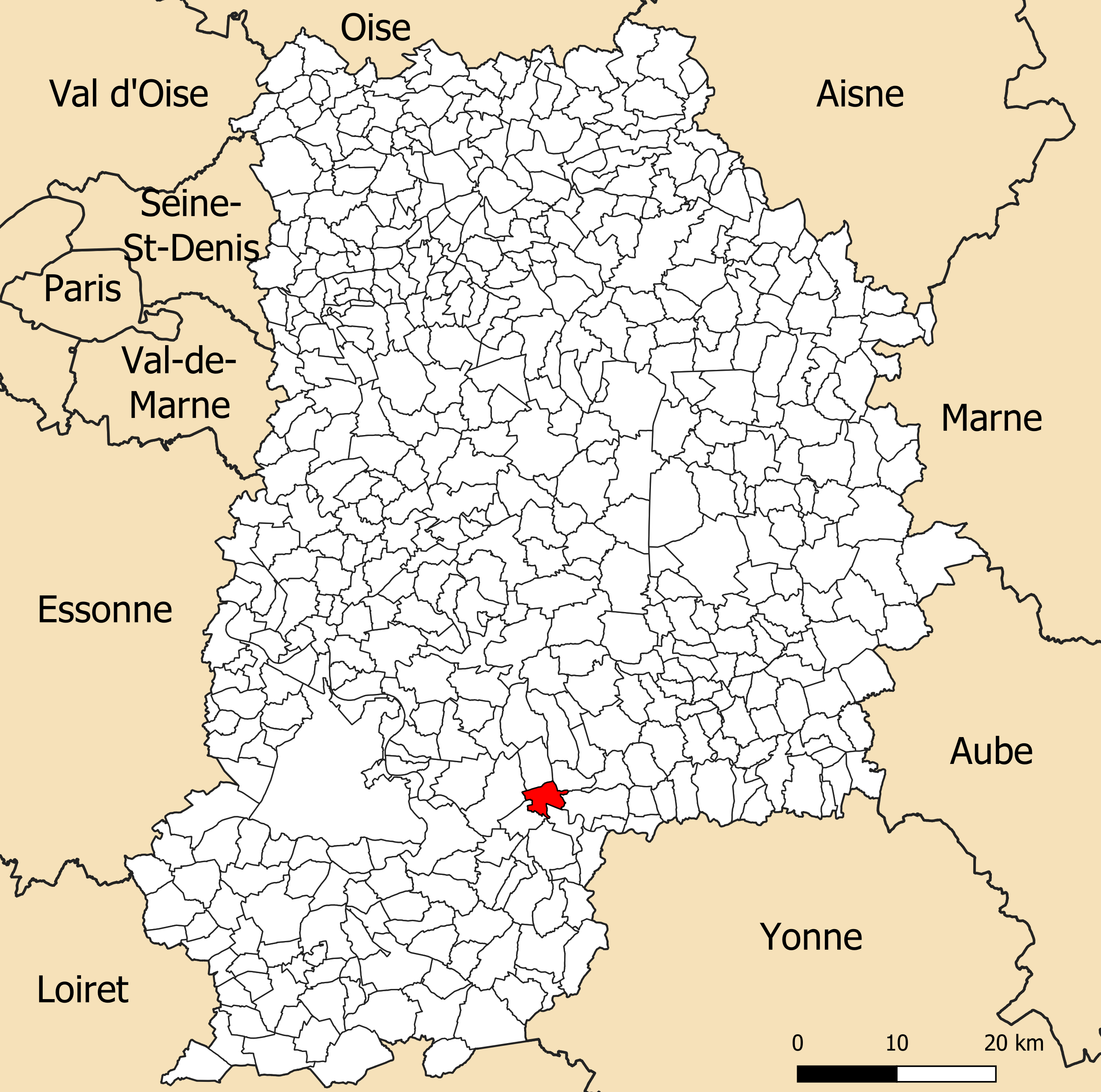
Localizarea comunei Montereau-Fault-Yonne în departamentul Seine-et-Marne.

### Comune limitrofe
|                    | Forges | Saint-Germain-Laval |
| La Grande-Paroisse |        | Marolles-sur-Seine  |
| Varennes-sur-Seine |        | Cannes-Écluse       |

### Geologie și relief
Comuna este clasificată în zona de seismicitate 1, corespunzând unei seismicități foarte scăzute. Altitudinea variază între 47 de metri și 121 de metri pentru cel mai înalt punct, centrul orașului aflându-se la aproximativ 51 de metri altitudine (primărie).

### Hidrografie

#### Rețeaua hidrografică

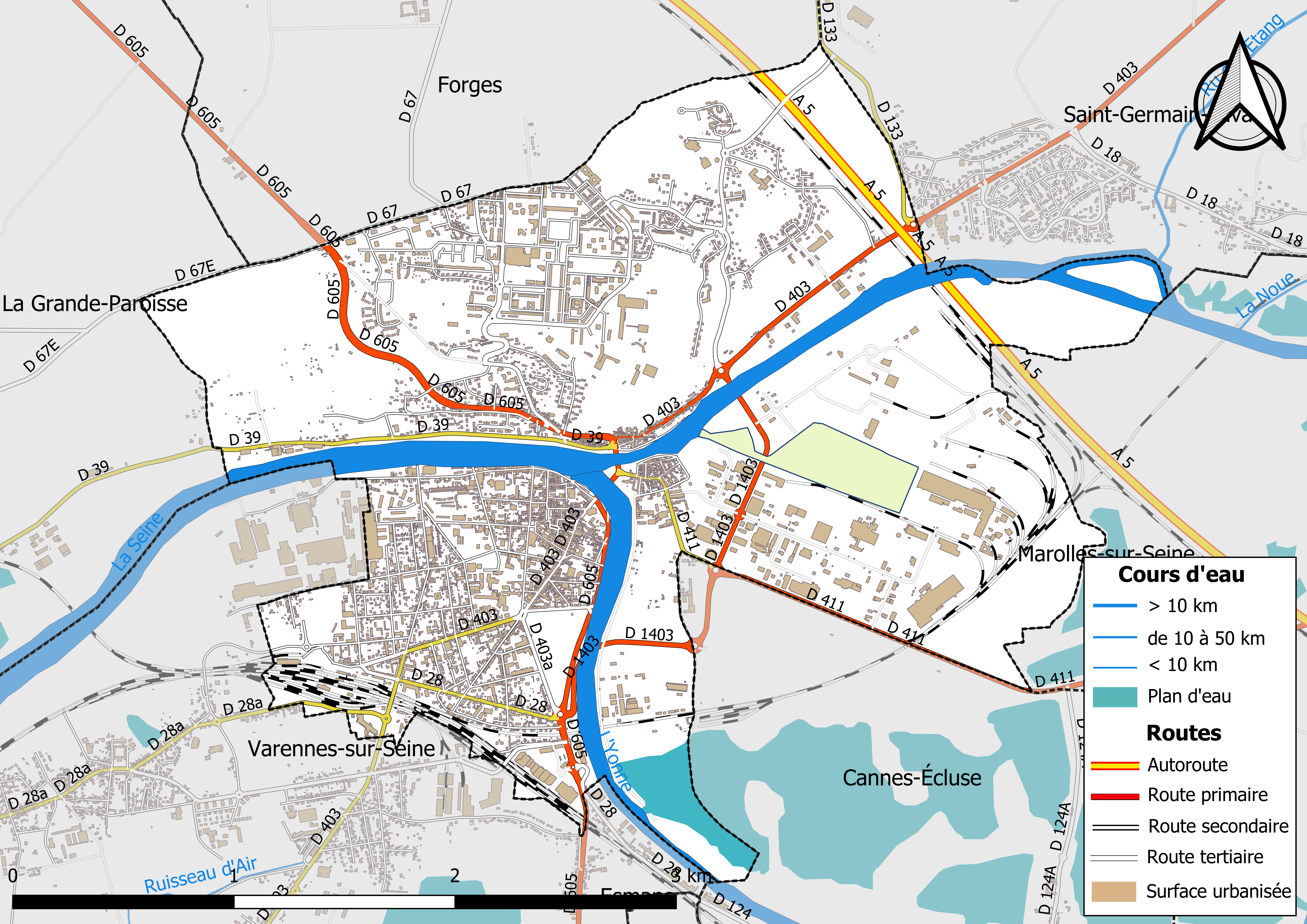
Harta rețelelor hidrografice și rutiere din Montereau-Fault-Yonne.

Rețeaua hidrografică a comunei este alcătuită din trei cursuri de apă înregistrate:
- Sena, fluviu cu o lungime de 774,76 km[5], inclusiv un braț de 0,76 km[6];
- Râul Yonne, cu o lungime de 292,34 km[7], principalul afluent stâng al Senei.

În ciuda existenței mai multor baraje pe râul Yonne și pe afluenții săi din regiunea Morvan (lacul Settons, pus în funcțiune în 1861, lacul Crescent în 1932, lacul Chaumeçon în 1935 și lacul Pannecière în 1949), inundațiile au loc în mod regulat, în special atunci când râurile Yonne și Sena sunt simultan în revărsare. Ultima mare inundație a avut loc în ianuarie 1955.
Odată cu punerea în funcțiune în 1966 a rezervorului Sena (lacul d'Orient), frecvența și intensitatea inundațiilor au scăzut. Acestea au devenit foarte rare după punerea în funcțiune a rezervorului Aube în 1989 și implementarea unor măsuri eficiente de monitorizare și prognoză.

### Climă
În 2010, clima comunei este de tip oceanic degradat al câmpiilor din Centru și Nord, conform unui studiu al Centrului Național de Cercetare Științifică (CNRS) bazat pe o serie de date care acoperă perioada 1971-2000. În 2020, Météo-France publică o tipologie a climei Franței metropolitane, în care comuna este expusă unei clime oceanice alterate și se află în regiunea climatică Nord-Est a bazinului Parisian, caracterizată printr-un nivel redus de însorire, precipitații medii distribuite regulat pe parcursul anului și ierni reci (3 °C).
Pentru perioada 1971-2000, temperatura anuală medie este de 11,4 °C, cu o amplitudine termică anuală de 15,5 °C. Cumulul anual mediu de precipitații este de 713 mm, cu 11,1 zile de precipitații în ianuarie și 7,1 zile în iulie. Pentru perioada 1991-2020, temperatura medie anuală observată la stația meteorologică Météo-France cea mai apropiată, situată în comuna La Brosse-Montceaux la 7 km distanță, este de 12,0 °C, iar cumulul anual mediu de precipitații este de 652,9 mm.
Pentru viitor, parametrii climatici estimati pentru comună pentru anul 2050, conform diferitelor scenarii de emisii de gaze cu efect de seră, pot fi consultati pe un site dedicat publicat de Météo-France în noiembrie 2022.

### Mediu natural și biodiversitate

#### Situri Natura 2000
Rețeaua Natura 2000 este o rețea ecologică europeană de situri naturale de interes ecologic, creată în conformitate cu Directivele „92/43/CEE” și „2009/147/CE”. Această rețea este alcătuită din Zone Speciale de Conservare (ZSC) și Zone de Protecție Specială (ZPS).
În zonele incluse în această rețea, statele membre se angajează să mențină într-o stare de conservare favorabilă tipurile de habitate și speciile vizate, prin măsuri reglementare, administrative sau contractuale.

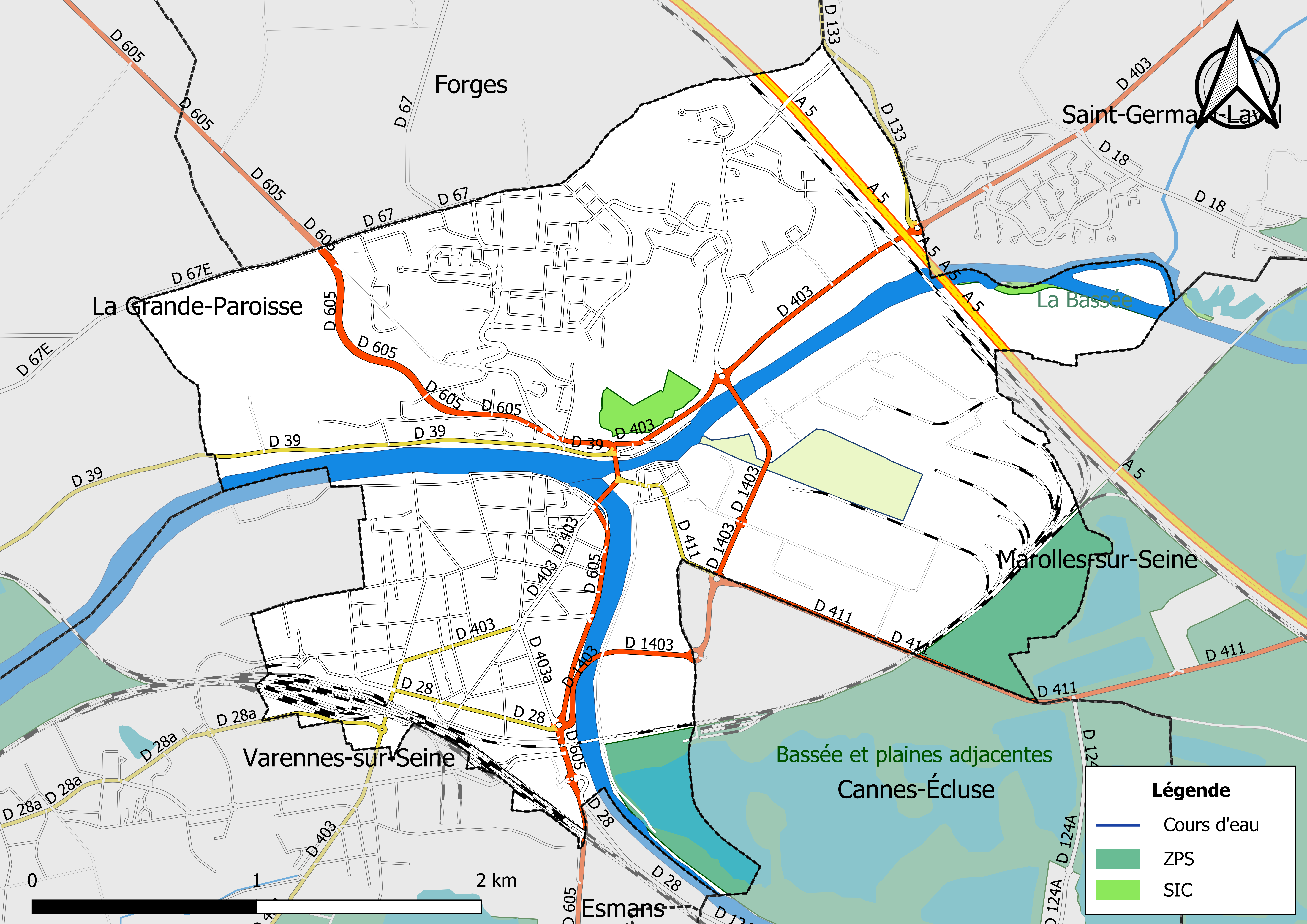
Situri Natura 2000 pe teritoriul comunei.

Două situri Natura 2000 au fost desemnate pe teritoriul comunei în baza directivei Habitate:
- „Bassée”, cu o suprafață de 1.403 ha, este o vastă câmpie aluvială a râului Sena. Găzduiește cea mai mare și una dintre ultimele păduri aluviale din Bazinul parizian, precum și un ansamblu relictar de pajiști umede[19][20].
- „Carrière Saint Nicolas”, cu o suprafață de 6,51 ha, este o fostă carieră de calcar utilizată ca ciupercărie la mijlocul secolului XX, astăzi abandonată, unde sunt prezente regulat, în perioada de hibernare, două specii de chiroptere de importanță comunitară[21][22].

Un sit a fost desemnat în baza directivei Păsări:
- „Bassée et plaines adjacentes”, cu o suprafață de 27.643 ha, este o vastă câmpie aluvială a râului Sena, mărginită de un povârniș accentuat la nord și de un platou agricol la sud. Aceasta găzduiește o diversitate importantă de habitate, care asigură prezența unei avifaune foarte bogate[23][24].

#### Zone naturale de interes ecologic, faunistic și floristic
Inventarul zonelor naturale de interes ecologic, faunistic și floristic (ZNIEFF) are ca obiectiv identificarea zonelor cele mai valoroase din punct de vedere ecologic. Acesta urmărește, în principal, îmbunătățirea cunoștințelor despre patrimoniul natural național și oferirea decidenților a unui instrument util pentru integrarea aspectelor de mediu în procesul de amenajare a teritoriului.
Teritoriul comunei Montereau-Fault-Yonne include două ZNIEFF de tip 1:
- „Plans d'eau de Cannes-Ecluse”, cu o suprafață de 237,8 ha, care acoperă teritoriul a trei comune din departament[28];
- „Réserve naturelle régionale de la colline Saint-Martin et des Rougeaux”, cu o suprafață de 30,47 ha[29].

De asemenea, include trei ZNIEFF de tip 2:
- „Basse vallée de l'Yonne”, cu o suprafață de 1.658,38 ha, care acoperă 6 comune din departament[30];
- „Vallée de la Seine entre Montereau et Melz-sur-Seine (Bassée)”, cu o suprafață de 14.216,75 ha, care acoperă 26 comune din departament[31];
- „Vallée de la Seine entre Vernou et Montereau”, cu o suprafață de 1.626,19 ha, care acoperă 8 comune din departament[32].

## Urbanism

### Tipologie
La 1 ianuarie 2024, Montereau-Fault-Yonne este clasificată drept centru urban intermediar, conform noii grile comunale de densitate cu șapte niveluri definită de INSEE (Institutul Național de Statistică și Studii Economice) în 2022. Comuna face parte din unitatea urbană Montereau-Fault-Yonne, o aglomerație intra-departamentală care include patru comune, dintre care Montereau-Fault-Yonne este orașul-centru. În plus, comuna face parte din aria metropolitană a Parisului, fiind una dintre comunele de la periferie, această zonă reunind 1.929 de comune.

### Ocuparea terenurilor
Ocuparea terenurilor în comună, conform bazei de date europene privind ocuparea biogeografică a solurilor Corine Land Cover (CLC), se caracterizează prin predominanța teritoriilor artificializate (70,8 % în 2018), în creștere față de 1990 (55,7 %). Distribuția detaliată în 2018 este următoarea: zone urbanizate (42,5 %), zone industriale sau comerciale și rețele de comunicații (25,2 %), ape continentale (14,2 %), terenuri arabile (9,2 %), zone agricole eterogene (5,8 %), spații verzi artificializate, non-agricole (3,1 %).

### Căi de comunicație și transport

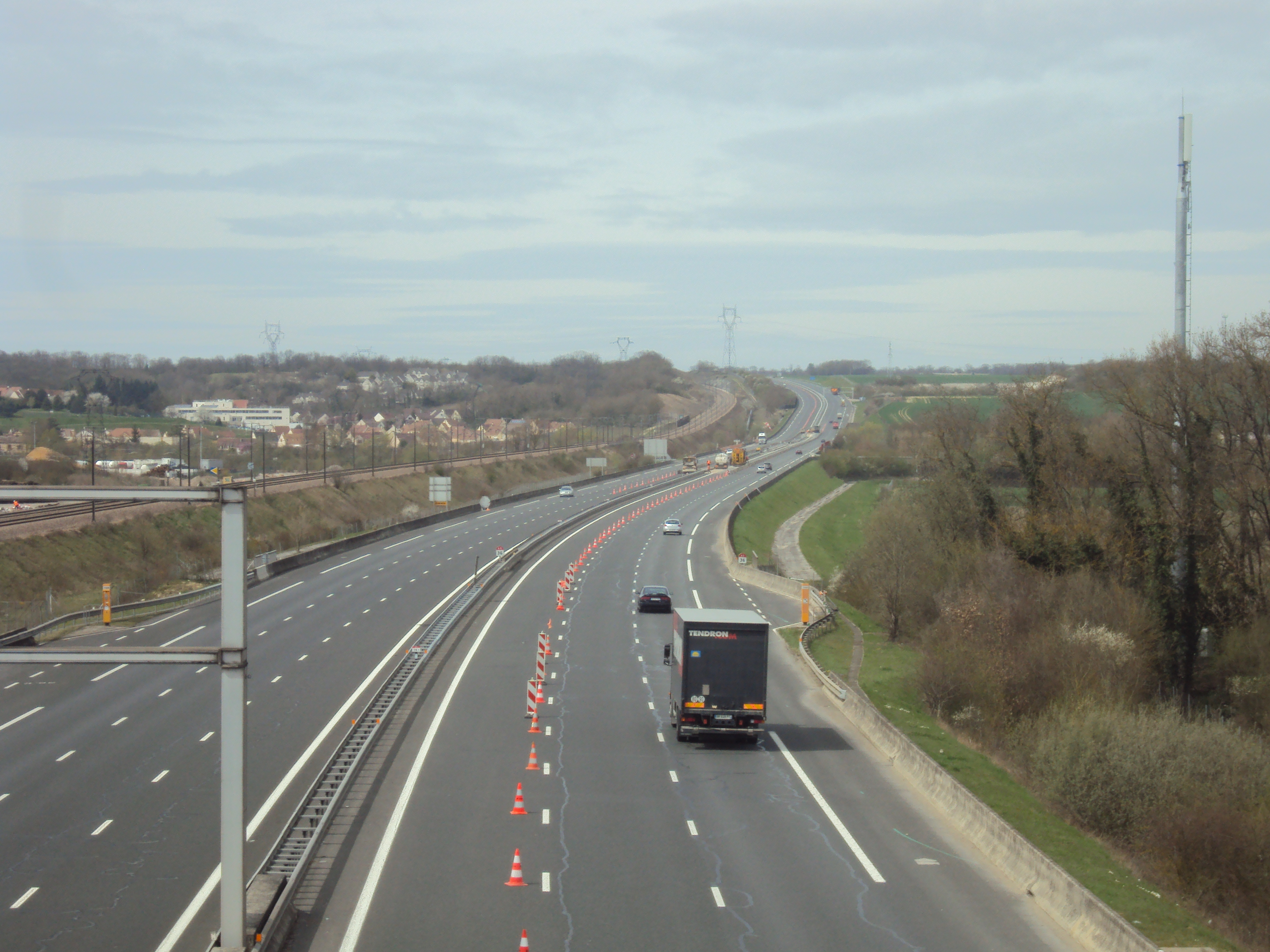
Autostrada A5 trece pe lângă oraș.

Comuna este deservită de gara Montereau, situată pe linia Paris - Montereau - Laroche - Migennes (TER).
Linia de cale ferată de mare viteză Sud-Est, autostrada A5 și drumul național 6 (acum drumul departamental 606) trec în apropierea orașului Montereau.
Linia de cale ferată de marfă Flamboin - Montereau a fost reabilitată în 2012 pentru transportul de agregate.
Portul fluvial Montereau-Fault-Yonne este un port industrial ce se întinde pe o suprafață de treizeci și trei de hectare.

## Toponimie
Localitatea a purtat numele galic Condate, care înseamnă „confluență” și se referă la confluența apelor râurilor Sena și Yonne.
Numele actual este atestat în diverse forme istorice: Monasteriolum la începutul secolului al XII-lea, Musterolium în 1176, Musteriolum în 1191, Mousterel en four d'Ion în 1220, Monstrolium în 1227, Forum Musteroli în 1228, Monsterolum in furco Yone în 1236 și Monsterolium în 1254.
Elementul Montereau se explică, aparent, prin termenul galo-roman monasteriolu, diminutiv al latinescului monasterium + sufixul -olum, care a dat, printre altele, tipul toponimic Montreuil, considerat mai regulat. În latină, monasterium avea sensul de „biserică” sau „mănăstire” (similare cu sensul termenului din franceza veche montier sau moutier, derivat din acesta), iar sufixul -olum era inițial un sufix diminutiv, devenit ulterior unul locativ. Astfel, monasteriolu înseamnă „[locul unei] mici biserici, [al unui] mic convent”.
Acest nume s-ar putea să se fi aplicat unei capele dedicate Sfântului Maurice, construită între Sena și Yonne. Totuși, -iolu > -euil a fost confundat cu sufixul diminutiv -el, ceea ce a dus la forma Mousterel consemnată în 1220, devenind ulterior -eau (cf. oisel > oiseau), poate și din cauza influenței toponimicului Montereau-sur-le-Jard (Seine-et-Marne, Monsterellum 1212), situat la 35 km distanță.
Determinantul complement Fault-Yonne este menționat sub diferite forme istorice, precum en four d'Ion în 1220, en for d'Yonne în 1235, Foris Yonam în 1255, en four de Yonne în 1288, en fourc d'Ionne în 1317, foulc d'Yonne în 1352, faut Yonne în 1388 și fault d'Yonne în 1438.
Termenul provine din franceza veche en le four[c] de, cu sensul de „la bifurcația, în unghiul format de”, care ulterior a devenit ou (constracție a en le) four[c] de. Această expresie a fost reinterpretată ca „où faut l'Yonne”, unde faut avea sensul de „se termină, se sfârșește”, adică „unde se sfârșește Yonne” (cf. Ci falt la geste que Turoldus declinet. – „Aici se sfârșește povestea scrisă de Torold”, ultima frază din Cântecul lui Roland).
Ulterior, pe măsură ce sensul vechi al lui faut (derivat din franceza veche falt) a dispărut din uz, articolele și adverbele din toponim au fost eliminate, rezultând forma actuală.
Începând cu data de 5 august 1992, ortografia oficială este Montereau-Fault-Yonne. Anterior, se scria Montereau-faut-Yonne.

## Istorie

### Preistorie și Antichitate
Prezența umană este atestată de mai bine de șase mii de ani în jurul confluenței râurilor Sena și Yonne, prin mai multe situri arheologice datând din Neoliticul târziu, Epoca bronzului și Epoca fierului.

### Evul Mediu
Montereau aparține de dioceza Sens și de protopopiatul Marolles.
Orașul își are originea într-o mică mănăstire construită în secolul al VI-lea, a cărei capelă este dedicată Sfântului Martin. Orașul este atunci împărțit în trei parohii: Saint-Nicolas, situată pe malul drept al Senei; Saint-Maurice, între Sena și Yonne; și Saint-Loup, pe malul stâng. Economia orașului se bazează pe comerț, grație târgurilor de cereale și porci.
În anul 1015, contele Renard de Sens (decedat în 1055) este temporar alungat din capitala sa în urma unei intervenții bruște a soldaților regali, sprijiniți de arhiepiscop. Acesta fuge dezbrăcat și se refugiază la contele de Blois, care era deja stăpânul orașului Provins. Renard îi cere să intervină în favoarea sa. Contele de Blois, fiind ginerele regelui Robert cel Pios, acceptă. În schimbul acestui ajutor, Renard de Sens îi cedează lui Eudes de Blois controlul asupra localității Montereau.

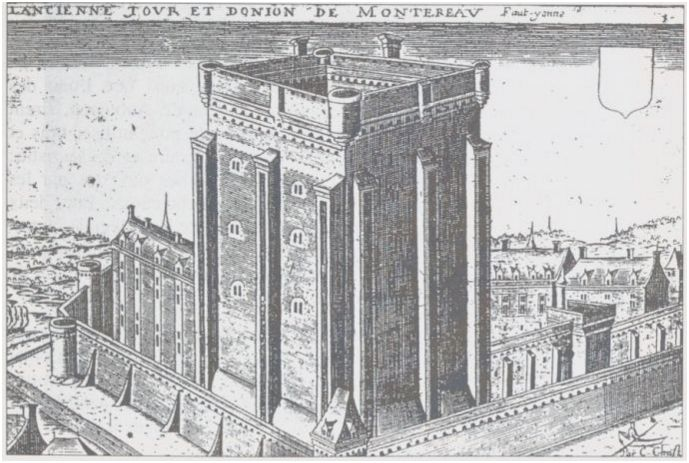
Donjonul castelului din Montereau, desenat de Claude Chastillon în secolul al XVII-lea.

În anul 1026, Raynard, conte de Sens, construiește un castel din pământ și lemn pe vârful format la confluența râurilor Sena și Yonne, cu scopul de a taxa comercianții care navigau pe aceste două râuri. Astfel, se stabilește senioria Montereau.
Montereau nu este decât unul dintre numeroasele domenii ale contelui de Blois, alături de Troyes, Provins, Bar-sur-Aube, Château-Thierry, Vitry, Chaumont și altele. La începutul secolului al XI-lea, contele Eudes de Blois a avut norocul de a-și extinde autoritatea în Brie și Champagne. Tatăl său eșuase în încercarea de a prelua controlul asupra orașului Melun. Montereau îi permite să blocheze circulația fluvială pe Yonne, unul dintre marii vectori economici ai epocii (vin, lemn, lână etc.), și să izoleze regiunea Sénonais timp de aproape trei secole.
Drept urmare, contele de Champagne face efortul financiar de a reconstrui castelul vechi din piatră între 1196 și 1228. În perioadele de minorat comital, Filip August cere ca Montereau să-i fie încredințat temporar. Din punct de vedere militar, orașul comital se poate baza pe castelul din Marolles-sur-Seine pentru a contracara fortificațiile vicontelui de Sens (Vallery) și ale vicontelui de Gâtinais (Moret).
Burghezia locală a dezvoltat, probabil, un gust pentru aventura comercială, judecând după numele „de Montereau” purtat de persoane stabilite în orașele din amonte în secolul al XIII-lea. Ea menține legături strânse cu orașul Sens.
Orașul intră în sfera Coroanei odată cu căsătoria contesei moștenitoare Jeanne de Champagne (decedată în 1305) cu Filip cel Frumos.
În secolul al XIII-lea, Thibaut, conte de Champagne, s-a revoltat împotriva regelui Franței, Saint Louis. Drept pedeapsă, regele l-a obligat pe vasalul său să-i cedeze Montereau, pe care l-a alipit domeniului regal.
În 1359, Carol cel Rău, regele Navarrei, care deținea orașul datorită descendenței sale din casa de Champagne, pierde controlul asupra acestuia în fața regentului Franței (viitorul rege Carol al V-lea).

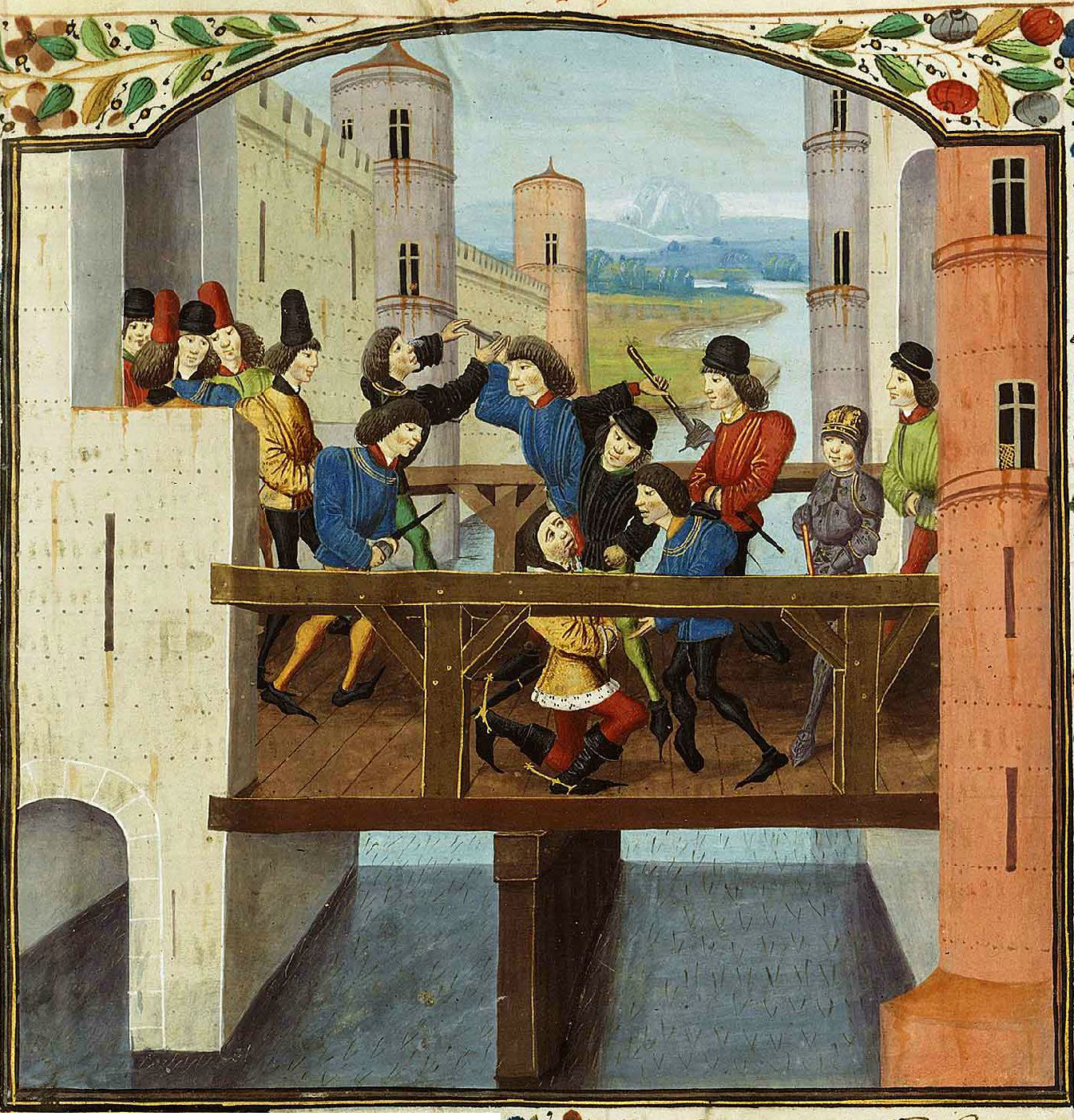
Asasinarea lui Ioan fără Frică pe podul din Montereau.

#### Asasinarea ducelui de Burgundia
Jean fără Frică, duce de Burgundia, este ucis pe podul din Montereau la 10 septembrie 1419 de Tanneguy du Châtel și sire de Barbazan, în timpul unei întrevederi cu Delfinul, viitorul rege Carol al VII-lea. Acest act avea drept scop împiedicarea unei apropieri între Delfin și partida burgundă, precum și răzbunarea asasinării lui Ludovic de Orléans în 1407. Evenimentul se înscrie în contextul războiului civil dintre Armagnaci și Burgunzi, desfășurat în timpul Războiului de 100 de Ani.
Pe podul unde Jean fără Frică a fost asasinat se poate citi următoarea inscripție:
„ L'an mil quatre cens dix et neuf, sur un pont agencé de neuf, fut meurtri Jehan de Bourgongne, a Montereau ou fault Yonne. ”

#### Asediul de la Montereau în 1420
La 23 iunie 1420, Filip cel Bun, fiul și succesorul ducelui asasinat, recucerește orașul cu ajutorul regelui Angliei, Henric al V-lea, pentru a recupera trupul tatălui său, care fusese îngropat timp de opt luni în sicriul comun al bisericii Notre-Dame din Montereau.
Regele Angliei a pus orașul sub asediu începând cu 16 iunie 1420. Montereau era apărat de 500 de ostași sub comanda lui Guillaume de Chaumont, senior de Guitry, care au rezistat cu curaj atacurilor și mașinilor de asediu aduse de inamic.
După ce orașul și castelul au fost cucerite, regele Angliei a cerut locuitorilor din Montereau să jure credință față de el, de regele Franței și de ducele de Burgundia.
Orașul a fost recucerit de Carol al VII-lea în 1428. Pierdut din nou, acesta a fost recuperat de la englezi pe 10 octombrie 1437, după un lung asediu condus de armata lui Carol al VII-lea, sub comanda lui Arthur al III-lea al Bretaniei, Conetabilul Franței. Delfinul, viitorul Ludovic al XI-lea, a participat la operațiuni.

### Epoca modernă
În 1567, în timpul războaielor religioase, Condé ocupă pentru scurt timp orașul. În 1587, locuitorii din Montereau se alătură Ligii Catolice, însă ducele d'Épernon capturează orașul, doar pentru ca acesta să fie recucerit în iunie 1589 de ducele de Mayenne. În cele din urmă, pe 14 aprilie 1590, locuitorii din Montereau acceptă legitimitatea noului rege, Henric al IV-lea.
În 1627, o epidemie de ciumă provoacă 146 de victime la Montereau, orașul fiind plasat în carantină. O nouă epidemie lovește orașul în 1637 și 1638, cauzând moartea a 300 de persoane.
Ultimii regi care au făcut popasuri la Montereau au fost Ludovic al XIII-lea, în septembrie 1632, și Ludovic al XIV-lea, în martie 1650 și aprilie 1652.

#### Circumscripții din Vechiul Regim
Montereau făcea parte, pe vremuri, din regiunea Brie champenoise, un mic teritoriu care depindea de provincia Champagne și aparținea diocezei Sens, situată la granițele Burgundiei și Île-de-France. Orașul era sediul unui bailliage (jurisdicție administrativă), al unei alegeri și al unei sub-delegații din cadrul intendanței Parisului. De asemenea, Montereau avea două parohii, o biserică colegială, o mănăstire și un hambar pentru depozitarea sării.

#### Manufacturile de faianță fină din Montereau

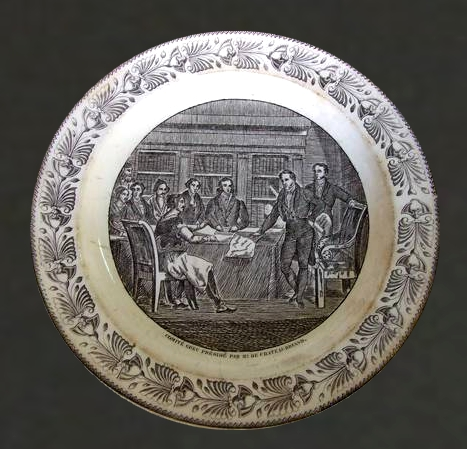
O farfurie din faianță fină de Montereau.

În 1755, este înființată faianțeria din Montereau. În 1796, Christophe Potter, politician englez, antreprenor francez și agent secret, preia manufactura de faianță din Saint-Nicolas. Între 1796 și 1815, acesta deține succesiv la Montereau nu mai puțin de trei manufacturi.
În 1840, faianțeria din Montereau fuzionează cu cea din Creil, formând Faïencerie de Creil-Montereau. În 1920, aceasta este cumpărată de faianțeria din Choisy-le-Roi, iar activitatea sa încetează în 1955.

### Secolul al XIX-lea
La 18 februarie 1814, Montereau devine locul uneia dintre ultimele victorii ale lui Napoleon I împotriva austriecilor.

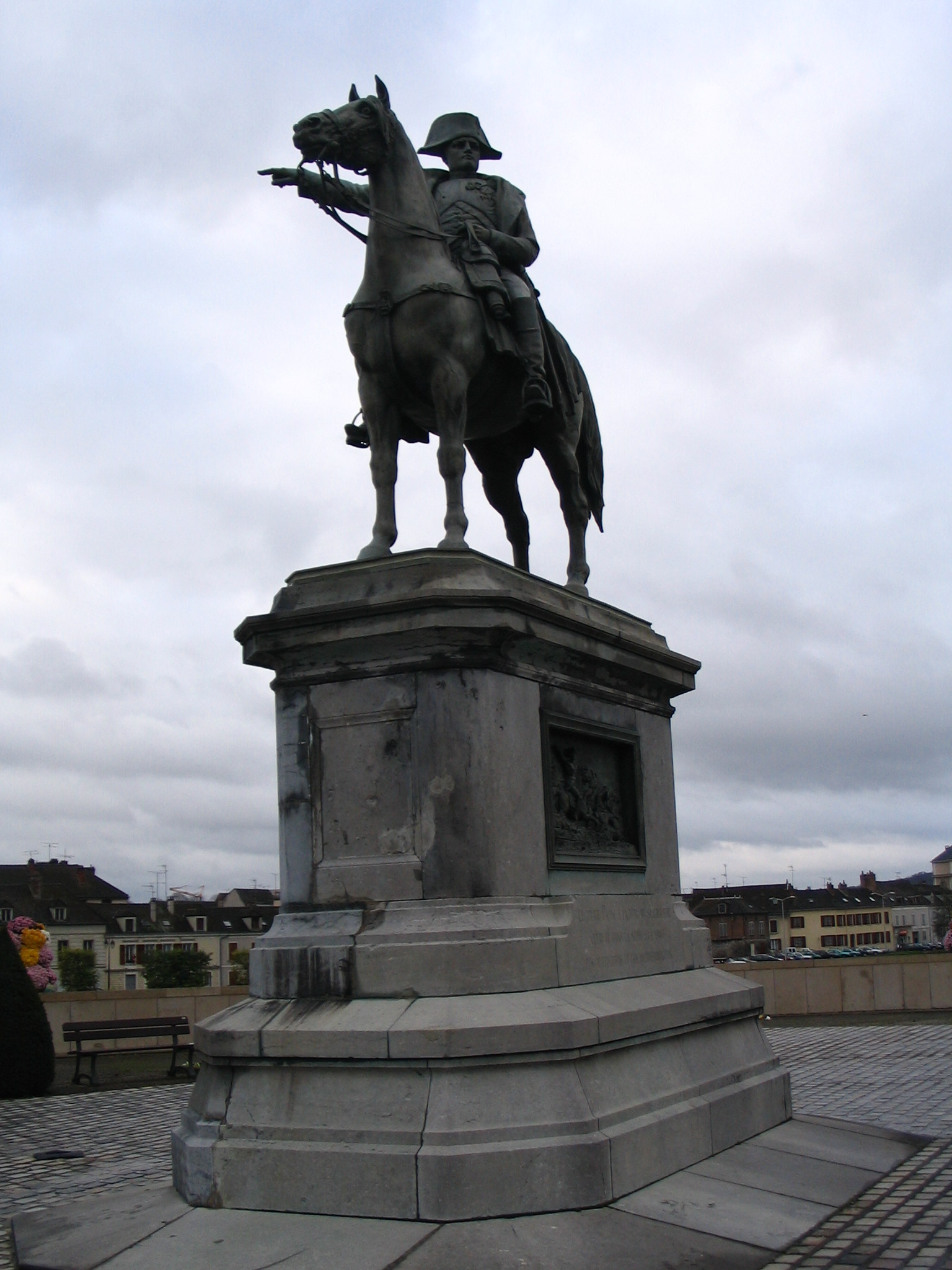
Statuia ecvestră a lui Napoleon, amplasată deasupra confluenței râurilor Sena și Yonne.

În 1848, linia Montereau – Troyes este inaugurată de Compagnie du chemin de fer de Montereau à Troyes. Cum linia Paris – Tonnerre nu era finalizată la acea dată, compania Montereau-Troyes primește autorizația, între ianuarie și august 1849, să exploateze temporar porțiunea dintre Melun și Montereau, permițând astfel o legătură directă între Troyes și Paris prin transbordare la Melun. Pasagerii continuau drumul spre Corbeil cu o barcă (coche d’eau), unde se conectau la linia feroviară spre Paris.
În 1849, este deschisă linia Paris – Lyon, care trecea prin Melun, Montereau și Tonnerre. La 30 septembrie 1888, linia secundară de cale ferată a rețelei departamentale din Seine-et-Marne, Souppes – Égreville – Montereau, este de asemenea inaugurată.
În iunie 1890, locomotiva cu cazan Flaman stabilește un record mondial de viteză pe calea ferată, atingând 144 km/h între Sens și Montereau.
În timpul războiului franco-prusac din 1870, Montereau a fost ocupat de trupele prusace între 4 noiembrie 1870 și 8 iunie 1871. Monumentul eroilor din cimitirul orașului include lista celor 43 de locuitori care au căzut victime ale războiului din 1870-1871.
Orașul, aflat sub ocupație și traversat zilnic de trupe, a fost nevoit să răspundă unui număr foarte mare de rechiziții, în special pentru hrana soldaților și a cailor. Rechizițiile au inclus manipularea făinii, furnizarea de pâine, carne, vin, produse de băcănie, tutun, cartofi, fân, paie și ovăz, totalizând 45.699 franci și 56 de centime.
Rechizițiile diverselor materiale solicitate de comandanții unităților, cum ar fi fier și produse de fierărie, piei, medicamente, țesături, mercerie, încălțăminte, harnașamente, lemn, cărbune, produse de fierărie, cai și vehicule, precum și materiale de birou, au însumat 19.619 franci și 43 de centime.
Pe parcursul secolului al XIX-lea, Montereau devine un mic centru industrial, incluzând, pe lângă faianțeria industrială, fabrici de produse chimice, ateliere de sticlărie și altele. Această dezvoltare continuă și în secolul al XX-lea.

### Epoca contemporană

#### Secolul al XX-lea
La 23 iunie 1907, cotidianul Le Petit Journal organizează un mare concurs de pescuit la undiță în Montereau. Evenimentul a fost însoțit de diverse animații. Un al doilea concurs de pescuit, împreună cu un festival de muzică, a avut loc pe 30 iunie 1907. Cu această ocazie, au fost puse în circulație numeroase cărți poștale fotografice ale evenimentelor.
În ianuarie 1910, orașul Montereau a fost grav afectat de inundații. La 26 ianuarie, râul a atins un nivel de 5,28 metri. Muzeul și cinematograful amplasat în Piața Noues au fost, de asemenea, afectate de inundație.
La 6 septembrie 1914, podul peste Sena din Montereau a fost baricadat cu saci de nisip și minat în așteptarea unui atac al germanilor.
Monumentul eroilor din comună include lista celor 345 de locuitori din Montereau care au căzut victime ale Primului Război Mondial. De asemenea, o placă comemorativă aflată în cimitirul comunal cuprinde lista a 21 de tiraliori nord-africani care au murit în conflict.
La 30 mai 1930, la ora 22:28, pe linia Paris-Marsilia, cu puțin înainte de gara din Montereau, trenul rapid Paris-Nisa deraiează după ce lovește un „lorry” 453, plasat cu rea intenție pe șine. Locomotiva, vagonul de serviciu și primele trei vagoane se răstoarnă. Incidentul a provocat moartea a șapte persoane și rănirea gravă a altor opt.
Orașul a suferit bombardamente grele în timpul luptelor din mai-iunie 1940, în cadrul bătăliei Franței, în timpul celui de-al Doilea Război Mondial. Podurile și cartierele din centrul orașului au fost distruse sau grav avariate. Reconstrucția acestora a avut loc la începutul anilor 1950.
Forțele americane și luptătorii din rezistența franceză (Forces françaises de l'intérieur, FFI) au finalizat eliberarea orașului Montereau în seara zilei de 25 august 1944.

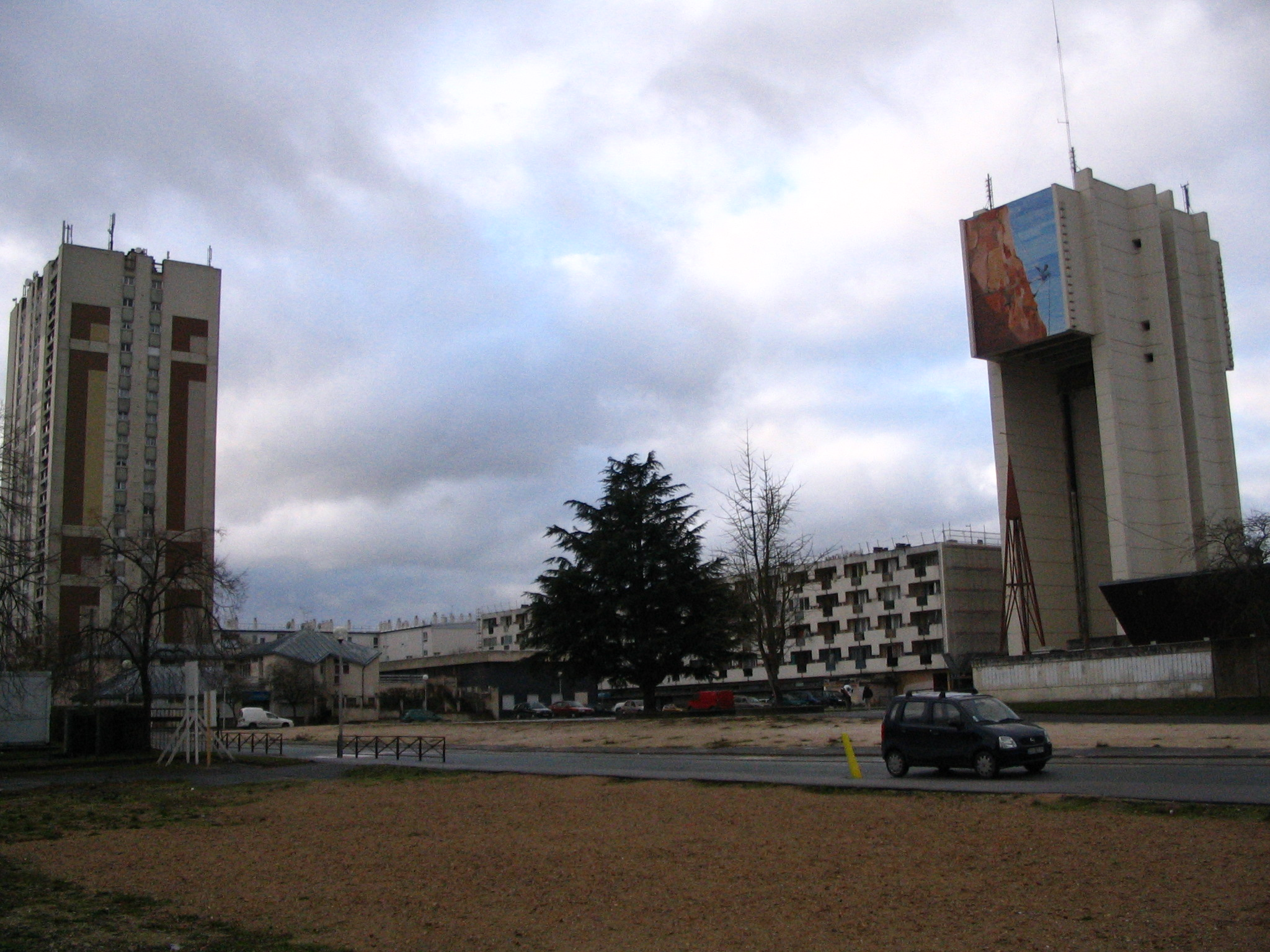
Place Jean-XXIII, în inima cartierului Surville.

Orașul Montereau trece printr-o nouă etapă de dezvoltare la sfârșitul anilor 1950, în cadrul Planului de amenajare și organizare generală a regiunii pariziene (PADOG, precursor al schéma directeur pentru regiunea Île-de-France). Acest plan desemnează Montereau drept o aglomerație de echilibru, în contextul proiectului „3 M” din Seine-et-Marne (Meaux, Melun și Montereau).
În acest cadru, se decide extinderea orașului pe platoul Surville prin construirea unui nou cartier, care trebuia să devină unul dintre cele mai mari din Franța, cu o populație estimată la 30.000 de locuitori. Acest obiectiv nu a fost niciodată atins. După construirea unui mic cartier de urgență în 1955, într-o zonă încă agricolă, se inițiază un proiect pentru un oraș nou, cu 6.000 de locuințe planificate.
În paralel, este planificată o mare zonă industrială la confluența râurilor Sena și Yonne, ceea ce presupune săparea unei dâlme gigantice pentru a permite accesul șlepurilor de mare tonaj. Scopul acestui proiect era ca Montereau să atingă o populație totală de 45.000 de locuitori.
Cu toate acestea, din cauza dificultăților economice ale zonei industriale și a concurenței din partea orașelor noi la începutul anilor 1970, dezvoltarea orașului a fost mult mai limitată decât se prevăzuse inițial.

## Populația și societatea

### Date demografice
Evoluția numărului de locuitori este cunoscută prin recensămintele populației efectuate în comuna respectivă începând din 1793. Pentru comunele cu mai puțin de 10 000 de locuitori, un recensământ al întregii populații este realizat la fiecare cinci ani, populațiile legale pentru anii intermediari fiind estimate prin interpolare sau extrapolare.
În 2021, comuna număra 22259 locuitori, în creștere cu +17,95 % față de 2015 (Seine-et-Marne: +3,45 %, Franța fără Mayotte: +1,84%).
| An        | 1793 | 1821 | 1841 | 1856 | 1876 | 1886 | 1901 | 1921 | 1936 | 1962  | 1982  | 2006  | 2014  | 2021  |
| --------- | ---- | ---- | ---- | ---- | ---- | ---- | ---- | ---- | ---- | ----- | ----- | ----- | ----- | ----- |
| Populație | 3115 | 3945 | 4450 | 6063 | 7041 | 8041 | 7929 | 8853 | 9322 | 14121 | 19413 | 16768 | 18339 | 22259 |

## Cultură locală și patrimoniu

### Locuri și monumente
- Prieuré Saint-Martin

Fondat în anul 908 pe versantul estic al colinei Surville, prieuré-ul Saint-Martin era atașat abației Saint-Laumer din Blois. Ulterior, acesta a fost transformat într-o fermă, care a fost abandonată în anii 1960.
Căutări arheologice au fost efectuate, scoțând la lumină, în fosta capelă, vestigii datând din secolele al XI-lea și al XIII-lea, inclusiv mai multe sarcofage. Unele dintre acestea au fost reutilizate și sunt vizibile în structura contraforturilor.
- Notre-Dame-et-Saint-Loup

Collegiata Notre-Dame-et-Saint-Loup a fost construită pentru a servi drept loc de cult al capitlului format din nouă canoni, fondat în 1195 de arhiepiscopul din Sens. Construcția sa s-a desfășurat între secolele al XII-lea și al XVI-lea, iar biserica a fost pusă sub dublul hram al Fecioarei Maria (Notre-Dame) și al Sfântului Lup (Saint-Loup) la desființarea capitlului în 1772.
În interiorul colegiului, la a cincea travee a navei, se află expusă o sabie despre care tradiția spune că i-ar fi aparținut lui Jean fără Frică. În realitate, aceasta datează din perioada domniei lui Ludovic al XIV-lea.
- Hospiciul de la Charité

Această casă cu console este una dintre cele trei clădiri de acest tip care mai există la Montereau-Fault-Yonne. În 1695, Jeanne Chineau, fiica și soția unor notabili, a donat-o confreriei doamnelor de la Charité.
Confreria a folosit clădirea pentru a adăposti și îngriji bolnavii săraci din oraș și din suburbii până în 1717.
- Statuia ecvestră a lui Napoleon I

În 1867, sub al Doilea Imperiu, la confluența râurilor Sena și Yonne a fost ridicată o statuie ecvestră a lui Napoleon I, realizată de Charles Pierre Victor Pajol (1812-1896), fiul cel mare al generalului Pajol și general al celui de-al Doilea Imperiu.
Statuia a fost inaugurată la 18 august 1868. Soclul său include două basoreliefuri care ilustrează Bătălia de la Montereau: unul îl prezintă pe Napoleon coordonând tunurile de pe platoul Surville, iar celălalt înfățișează atacul generalului Pajol.
- Muzeul de faianță Creil-Montereau

Manufactura de faianță fină din Montereau, fondată în 1745, a fost asociată cu cea din Creil între 1840 și 1895, apoi cu cea din Choisy în 1920. Activitatea sa a încetat în 1955.
În 1985, un muzeu dedicat faianței a fost deschis în fostul Hotel al Poștei. Muzeul prezintă o selecție de 400 de piese care ilustrează evoluția formelor și a decorurilor de-a lungul timpului.
- Cartierul Surville

Cartierul Surville este un mare ansamblu urbanistic construit de frații Luc și Xavier Arsène-Henry, laureați ai Prix de Rome, între 1961 și 1974. Printr-un ordin ministerial din 3 august 1959, un teren de 114 hectare situat pe un platou ce domină orașul a fost declarat zonă de urbanizare prioritară. Cartierul include unul dintre primele exemple de locuințe evolutive din Franța. În final, au fost construite 4.725 de locuințe (din cele 6.000 planificate inițial).
Proiectul de reînnoire urbană (2004-2008), realizat în colaborare cu Agenția Națională pentru Renovare Urbană (ANRU), a prevăzut demolarea a 1.354 de locuințe, în principal în partea de nord și de vest a cartierului (zonele d'Alembert, Lavoisier, Jules-Ferry și Jean-sans-Peur). În cadrul acestui proiect, 921 de locuințe sociale urmau să fie reconstruite în cartier.
- Rezervația naturală regională a colinei Saint-Martin și Rougeaux

Rezervația naturală regională (RNR) a colinei Saint-Martin și Rougeaux a fost creată la 27 iulie 1995 ca rezervație naturală voluntară (RNV) și reclasificată în RNR în 2024. Aceasta este proprietatea orașului Montereau.
Rezervația găzduiește peste 400 de specii de plante, inclusiv mai multe specii protejate, și este frecventată de numeroase specii de păsări, insecte și mamifere. Teritoriul său cuprinde diverse habitate naturale, precum păduri, pajiști uscate și lunci.
- Pseudo-menhirs din Bas des Sept Grés

Cele patru borne vechi, identificate eronat ca menhiri, sunt clasificate drept monument istoric din 1889.
- Vechiul castel

Singura relicvă rămasă din vechea fortăreață construită în secolul al XI-lea de Rainard, conte de Sens, la confluența râurilor Yonne și Sena.
- Cramele Saint-Nicolas

Situate la baza versantului Surville, aceste crame au fost utilizate ca depozite de vin de către viticultori și negustori până în secolul al XIX-lea.
- Moscheea El Mouhcinine

Lăcaș de cult musulman din Montereau-Fault-Yonne.
- Sala Rustic

Fostă fabrică de echipamente agricole, transformată într-o sală polivalentă.
- Hotelul Caisse d'Épargne

Clădire remarcabilă, reprezentativă pentru patrimoniul local.
- Castelul Amendes

Construcție notabilă din patrimoniul istoric al orașului.

## Personalități
- Rolland-Michel Barrin (1693-1756), ofițer de marină și aristocrat, a murit la Montereau.
- Pierre Broué (1926-2005), istoric și scriitor, autor al numeroaselor lucrări despre Lev Davidovici Troțki și troțkism, a predat mulți ani la liceul din Montereau.
- Georges Claude (1870-1960), chimist, a descoperit aerul lichid în fabrica sa din La Grande-Paroisse, în apropiere de Montereau.
- Jordan Ikoko (1994), fotbalist născut la Montereau.
- Neeskens Kebano (1992), fotbalist născut la Montereau.
- Charlotte de Turckheim (1955), actriță, s-a născut la Montereau.

## Înfrățiri
- Germania – Walldürn
- Regatul Unit al Marii Britanii și al Irlandei de Nord – Otley
- Portugalia – Paredes
- Turcia – Aydın
- Maroc – Safi
- China – Chishui